# Dendrobium klabatense
Dendrobium klabatense är en orkidéart som beskrevs av Rudolf Schlechter. Dendrobium klabatense ingår i släktet Dendrobium, och familjen orkidéer.
Artens utbredningsområde är Sulawesi. Inga underarter finns listade i Catalogue of Life.